# Kuchnia niemiecka

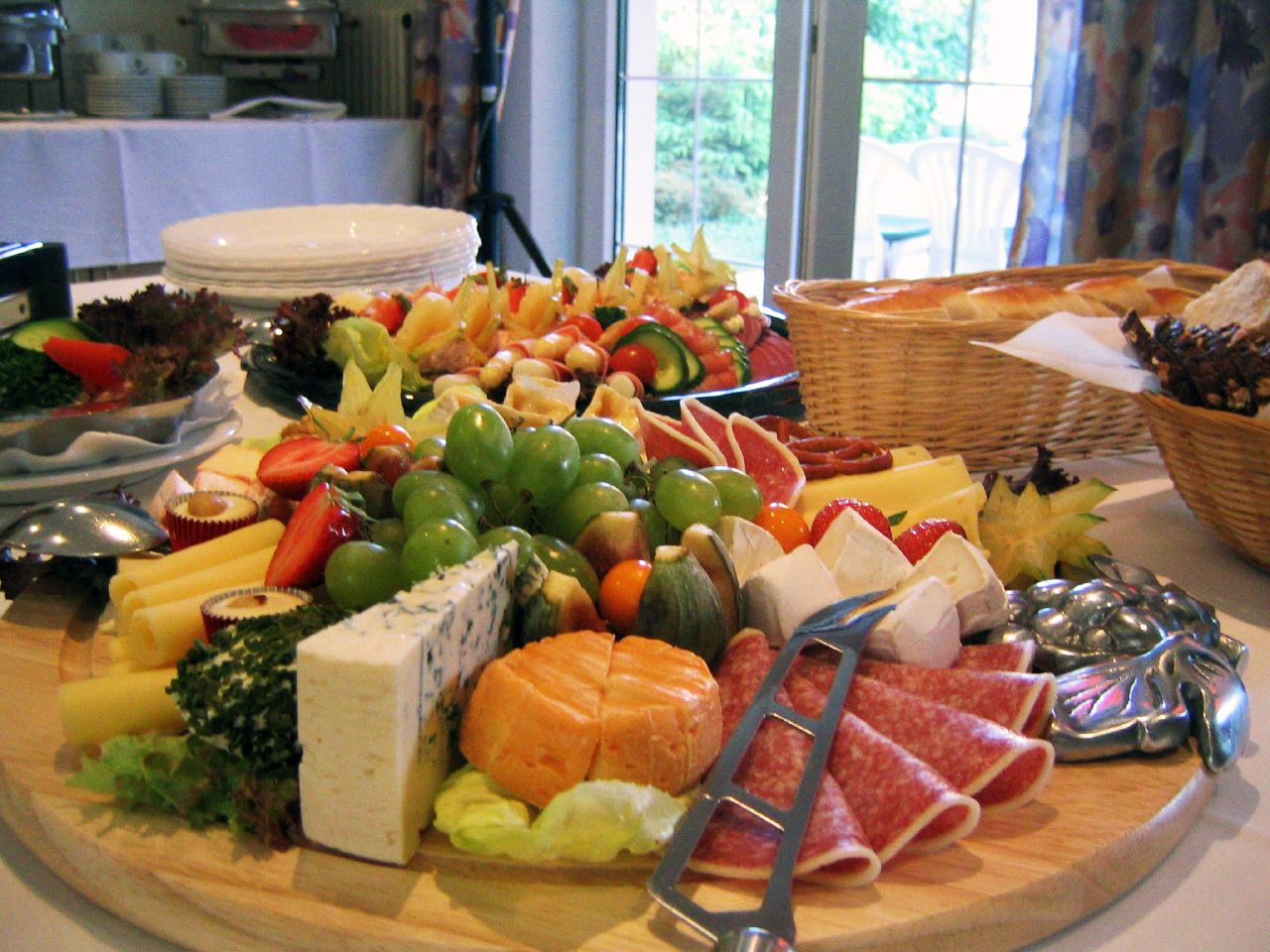
„Szwedzki stół” w Niemczech

Kuchnia niemiecka – zbiorcza nazwa kilku popularnych kuchni regionalnych z różnych regionów Niemiec. Kuchnia niemiecka wbrew obiegowym opiniom jest bogata w różnorodność potraw i dań. To bogactwo tradycji wykracza poza uznane stereotypy dotyczące konsumpcji piwa, podawanego z wieprzowiną, kapustą i ziemniakami. Podobnie jak w kuchni polskiej, ziemniaki stale towarzyszą daniom mięsnym, a tylko od czasu do czasu zastępują je knedle z bułki, mąki i kaszy manny. Lokalne praktyki kulinarne i wielość składników wzbogacone doświadczeniami sąsiadów wpływają na współczesny obraz kuchni niemieckich. W kuchni niemieckiej można spotkać wpływy włoskie, greckie, hiszpańskie, tureckie, polskie, czeskie i słowackie oraz dalekowschodnie. Potrawy kuchni niemieckiej są tłuste, pożywne i zazwyczaj podawane w dużych ilościach. Są zupełnym przeciwieństwem potraw francuskich – lekkich i pełnych finezji, ale odpowiadają gustom Niemców, zwłaszcza tych mieszkających na południu, którzy piją do potraw znaczne ilości piwa. Ważnym aspektem tej kuchni jest także dodawanie cukru do potraw słonych – to świadczy o wpływach słowiańskich.
Istnieje w Niemczech wiele potraw regionalnych, z których niektóre stały się symbolami całego kraju. Zwyczaje kulinarne różnią się od siebie w zależności od regionu. Na zachodzie, w Schwarzwaldzie i Badenii-Wirtembergii skupiają się wpływy sąsiadów: Szwajcarii, Francji. W tamtejszej kuchni dużą rolę odgrywają warzywa. Na południu jada się o wiele tłuściej, czego przykład stanowi kuchnia bawarska.
Do narodowych potraw niemieckich zaliczamy: zupę z węgorza na rosole wołowym i golonkę z kapustą lub grochem purée.

## Kuchnia regionalna

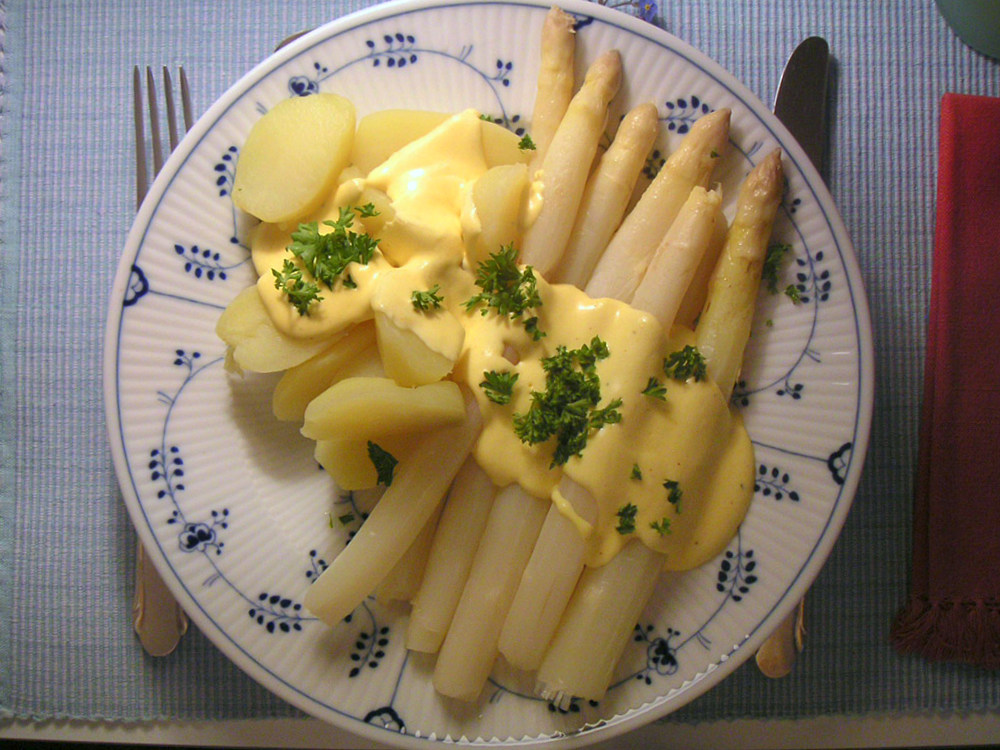
Białe szparagi podawane w sosie holenderskim, z ziemniakami i pietruszką

Niemiecka kuchnia nie jest ograniczona tylko przez golonkę z kapustą. Każdy region ma swoje typowe dania, które z reguły nie są znane poza jego granicami. Powszechnie na skutek nadmiaru tłuszczu i mięsa kuchnia niemiecka uważana była za „ciężką”. Pod tym względem bardzo zbliżona do kuchni niemieckiej jest kuchnia austriacka. Potrawy z kuchni niemieckiej cechuje duża kaloryczność i pożywność zarazem. Niemcy słyną z zamiłowania do ciężkich, tłustych posiłków („ma być dużo, tłusto i dobrze”), choć nie brak również wielbicieli świeżych warzyw i sałatek. W Niemczech nie brak gospód serwujących wiejskie bądź domowe jadło.
Doliny Renu i Mozeli, bogate w winnice, dają surowiec do produkcji win białych, takich jak Johanisberg, Sonnenberg, Rüdesheim. Dużym powodzeniem cieszą się wina musujące „Sekt”, które mogą konkurować z francuskimi szampanami.
Weisswurst (biała kiełbasa z dodatkiem słodkiej musztardy), to specjalność Bawarii Górnej. Rostbratwurst to  specjalność Turyngii i Frankonii, ponadto Norymberska oraz Turyngeńska zostały wpisane do rejestru chronionych nazw pochodzenia i chronionych oznaczeń geograficznych w Unii Europejskiej. Natomiast Käsespätzle są specjalnością Szwabii, danie przygotowuje się z domowego makaronu, prażonej cebuli i roztopionego sera żółtego. Do teutońskiego undergroundu, należą serwowane w berlińskich knajpkach Eintopfe, czyli pożywne zupy podawane jako odrębne dania, istnieje ponad 40 rodzajów takich zup. Kuchnia berlińska serwuje również coś w rodzaju substytutu posiłku – Rostbratwurst, czyli kiełbaski z rusztu. Berliński Hackbraten, jest specjalnością z mielonego mięsa suto doprawionego czosnkiem, w wersji czosnkowej są tu również niemieckie Bratkartoffeln.
Bardzo bliską do kuchni niemieckiej jest kuchnia austriacka. Specjalnością tej kuchni jest:
- zupa z knedlami
- sznycel po wiedeńsku (Wienerschnitzel)
- strudel jabłkowy z rodzynkami i cynamonem podawany z bitą śmietaną
- słodkie knedle z morelami
- risotto z dynią i kiełbasą

## Potrawy mączne

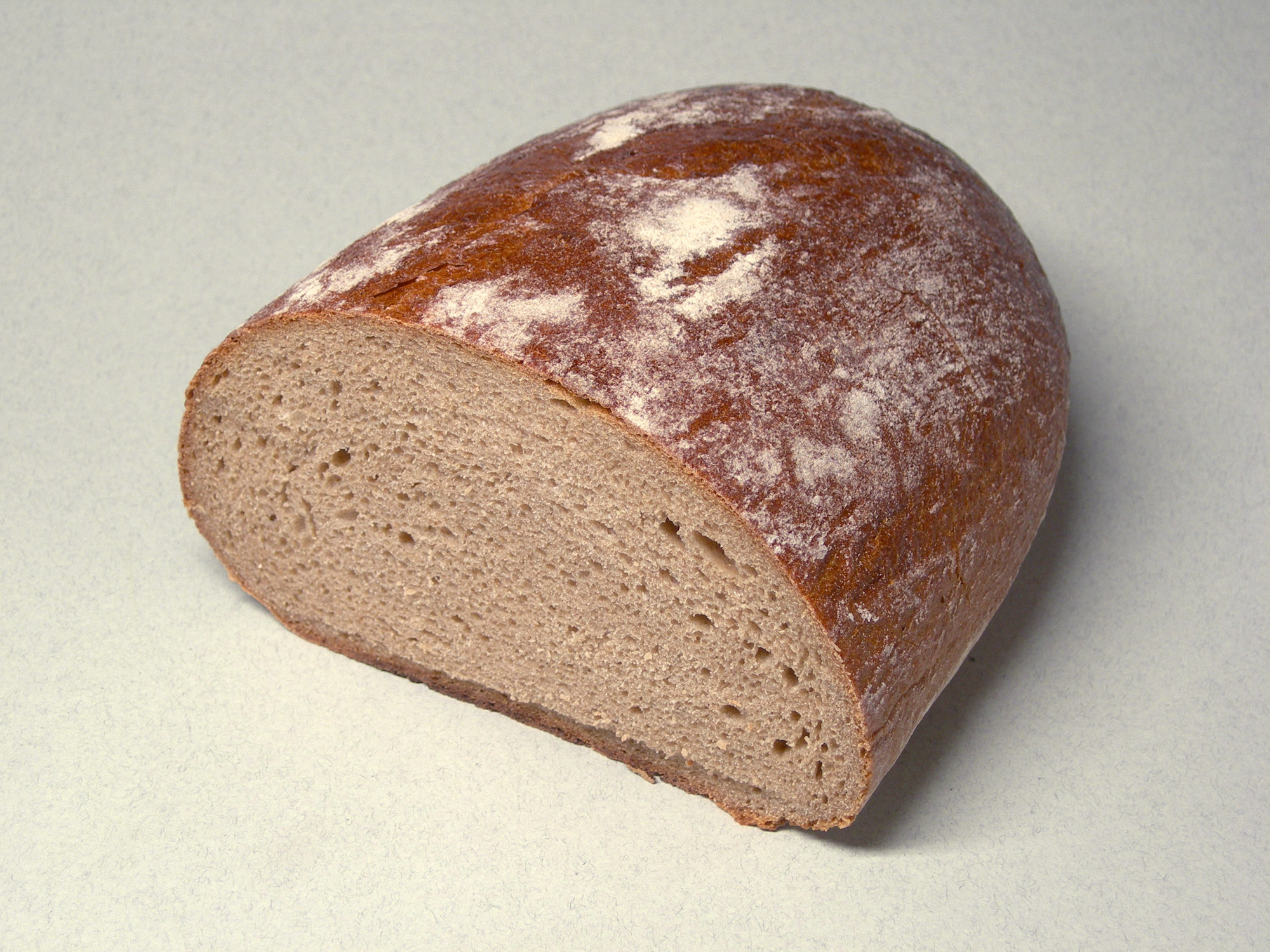
Tradycyjny niemiecki chleb

Niemcy spożywają znaczne ilości makaronu (Nudeln), głównie w południowo-zachodniej części kraju. Znane są pieczone kluski (Schinkennudeln), niektóre są z dodatkiem ziemniaków (Schupfnudeln). Również spożywa się kluski gotowane na parze – Dampfnudel.
Kuchnię regionu Szwabii wyróżniają kluski zwane Spätzle i Maultaschen. Do potraw mącznych można także zaliczyć szwabskie pierogi (Schwäbische Maultaschen) z nadzieniem z mielonej wieprzowiny.

### Chleby
W Niemczech chleb jest bez wątpienia podstawowym artykułem spożywczym. Podróżując po tym kraju, możemy znaleźć około 300 różnych gatunków chleba i około 1200 mniejszych jego części, jak np. bułki, rogaliki, paluszki lub precelki. Sporą popularnością cieszą się chleby mieszane (Mischbrot) i ciemne, razowe, a także z dodatkami, np. Kartoffelbrot (z ziemniakami), maślanką (Buttermilchbrot) czy wzbogacone witaminami Vitaminbrot. Lubianym zbożem jest orkisz (Dinkel). Z dodatków wymienić można: siemię lniane (Leinsamen).

#### Inne najpopularniejsze gatunki chleba w Niemczech
- Roggenmischbrot – chleb żytni mieszany
- Toastbrot – chleb tostowy
- Vollkornbrot – chleb pełnoziarnisty
- Weizenmischbrot – chleb pszenny mieszany
- Weißbrot – chleb biały
- Mehrkornbrot – wieloziarnisty
- Roggenbrot – chleb żytni
- Sonnenblumenkernbrot – z ziarnami słonecznika
- Kürbiskernbrot – z pestkami dyni
- Zwiebelbrot – chleb cebulowy

## Warzywa i owoce
Na rynku niemieckim dostępna jest różnorodność warzyw i owoców. Jednak królową wszystkich warzyw na stole niemieckim jest tradycyjnie kapusta, która stanowi podstawy wielu receptur i przetworów. Do najbardziej preferowanych należą przede wszystkim kiszona kapusta, sałatki z czerwonej kapusty, lub startej (Rotkohl), gotowanej ze smalcem, z dodatkiem cukru i octu. Zieloną kapustę marynuje się jako Sauerkraut, czerwoną zaś gotuje z jabłkami w celu sporządzenia Apfelrotkohl. Popularny jest kalafior i brukselka. Istnieje wiele potraw sezonowych na bazie grzybów, szparagów lub rzepy. Sezon na szparagi trwa od kwietnia do czerwca. Wtedy to wiele restauracji serwuje specjalne, szparagowe menu. Seler jest również popularnym warzywem w kuchni niemieckiej. Jesienią Niemcy przygotowują dania z dyni. Cebula obecna jest w wielu daniach, głównym składnikiem jest w potrawie zwanej Flammkuchen. Sałatki z sałaty, ogórków, buraków, marchewki czy korniszonów traktowane są często jako przystawki. Niemcy lubią przetwory z suszonych owoców. Jabłka są składnikiem znajdującym się w wielu niemieckich deserach, jak również daniach głównych. Wiśnie są dodatkiem przy wypieku ciast.

### Dania z ziemniaków
Ziemniaki są niezbędnym składnikiem każdej kuchni niemieckiej. Można je znaleźć w tradycyjnych niemieckich sałatkach ziemniaczanych, purée, potrawach z ziemniaka gotowanego, smażonych na patelni (Bratkartoffeln) lub w pierogach (Kartoffelknödel). Frytki pojawiły się w kuchni niemieckiej około roku 1960, pod wpływem kulinarnych zwyczajów wakacyjnych panujących w Belgii i Holandii.

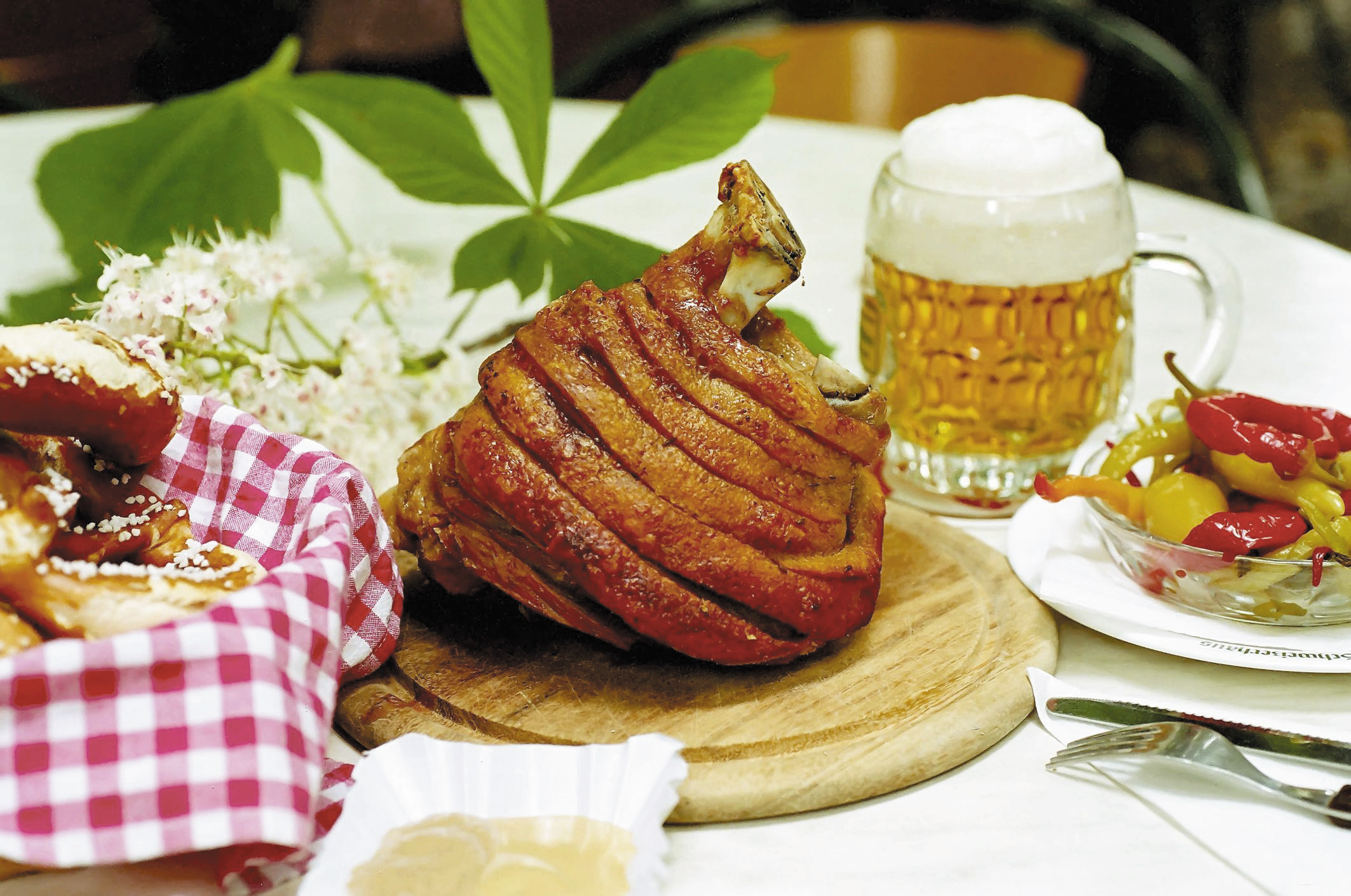
Golonka

## Potrawy mięsne
Kuchnia niemiecka wyróżnia się dużą różnorodnością dań z wieprzowiny, cielęciny, wołowiny, baraniny, drobiu, dziczyzny i ryb. Popularne są też dania z mięsa mielonego. Do dań mięsnych podaje się z reguły sosy brunatne, zaprawiane mąką.
Stałym składnikiem menu niemieckiego jest wieprzowina. Niemcy przetwarzają ja na wszelkie sposoby: różnorodne gatunki kiełbas, kiełbasek (frankfurterki), doskonałe salcesony (Presskopf) i wędliny (szynka westfalska, kiełbasa brunszwicka, pasztetowa i biała kiełbaska). Jest ona również głównym składnikiem kiełbasy – nie tylko popularnej przekąski, lecz i podstawowym elementem kuchni niemieckiej. Z kolanek przyrządza się berlińskie golonki z purée grochowym, a popularnymi są również duszone ozorki z cebulą.
W dniu św. Marcina, przypadającym 11 listopada, na stołach króluje gęś. Zdarzają się nawet potrawy tak wyszukane jak gęsie pipki – nadziewane żołądki z pieca.

## Zupy
Zupy nie należą w Niemczech do tradycji kulinarnej. Ich wybór jest więc dość skromny. Najbardziej znaną jest Gulaschsuppe – rozcieńczona wersja podstawowej potrawy węgierskiej (ungarische), pochodząca z Serbii, zwykle ostra Bohnensuppe oraz Zwiebelsuppe – próba naśladowania francuskiej zupy z czerwonej cebuli. Podaje się ją zwykle z grzankami i serem. Niemcy ze wschodu lubują się w soljance – ostrej zupie ukraińskiej z pokrojoną kiełbasą. Bardziej znane od niej są jednak zupy z knedlami, np. bawarska Leberknödelsuppe. Do tradycyjnych zup niemieckich należą zupa piwna oraz krupnik z suszonymi śliwkami. Pozostałe przystawki nie są zbyt wyszukane. To zwykle sałatka, pasztet lub mięso na zimno. Dobrym, szybkim i pożywnym rozwiązaniem jest Eintopf – duże, jednogarnkowe danie, które zastępuje cały obiad. W zależności od składników przypomina zupę, potrawkę bądź gulasz.

## Dania z ryb

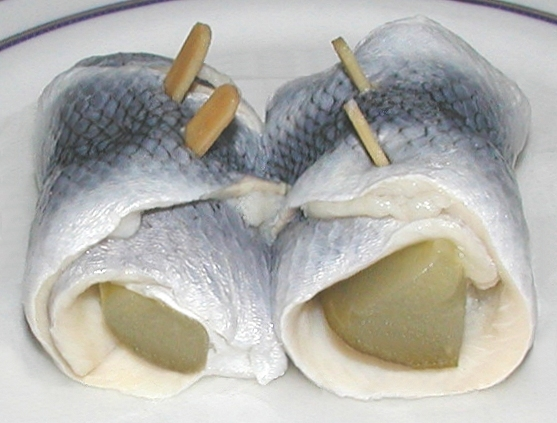
Marynowane śledzie (rolmopsy)

Na północy Niemiec panuje duża różnorodność świeżych ryb morskich. Bliskość Morza Bałtyckiego i Północnego zaspokaja zapotrzebowanie rynku niemieckiego w duże ilości ryb, m.in. takich jak: śledź (wędzony lub marynowany, w oleju), węgorz (jest podstawą zupy rybnej), flądrowate. Wśród potraw rybnych znaleźć można też zupy z homarów i małży.
Dania z pstrąga są spożywane na terenie całego kraju. Smakiem dorównuje mu również okoń czerwony, Rotbarsch, w smaku przypominający witlinka. Z Jeziora Bodeńskiego, Starnberg i Ammersee pochodzi podawana na wędzono sielawa. Główne hodowle karpia znajdują się w Niemczech wschodnich.

## Desery i ciasta

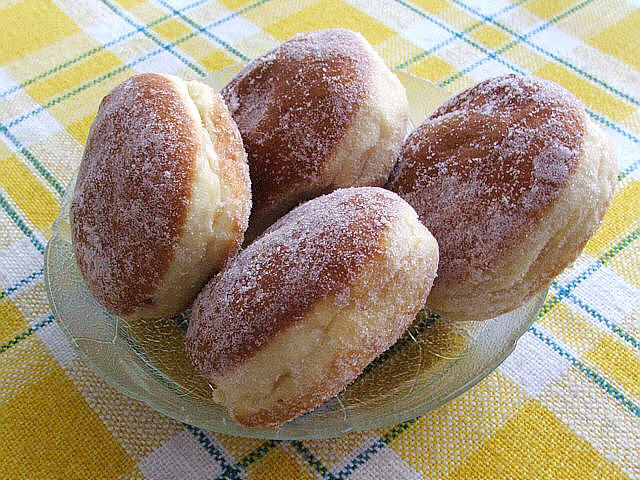
Pączki

Desery niemieckie nie należą do specjałów, jednym z niewielu zwracającym na siebie uwagę jest bawarski Dampfnudel. Wśród deserów szczególnie lubiany jest wywodzący się z Austrii strudel jabłkowy (Apfelstrudel) – gorące ciasto z jabłkami. Farsz składający się z lekko kwaskowatych jabłek, rodzynek maczanych w rumie i cynamonu zawija się w płat cienkiego niczym papier ciasta. Do tego dodaje się gałkę lodów waniliowych lub bitą śmietanę. Apfelstrudel podaje się na gorąco. W Saksonii popularnym deserem są smażone placki z twarogiem Quarkkäulchen. Na typowy deser składa się wybór świeżych owoców, kompoty, serki owocowe i lody.

## Przyprawy i zioła
Dania kuchni niemieckiej tradycyjnie przyprawione są solą i czarnym pieprzem. Ketchup i majonez jako dodatki znajdują się niemal w każdym domu. Musztarda to popularny dodatek do wędlin, która jest często bardzo ostra. W południowej części kraju używana jest słodka odmiana gorczycy do produkcji musztardy, którą przyprawia się m.in. tradycyjną bawarską kiełbasę oraz pieczeń. Chrzan to również bardzo popularna przyprawa używana obecnie podobnie jak i czosnek, który przez długi czas ze względu na zapach cieszył się umiarkowaną popularnością i nigdy nie odgrywał ważnej roli w tradycyjnej kuchni niemieckiej. W ostatnich dziesięcioleciach z powodu dużego wpływu kuchni francuskiej oraz włoskiej rośnie i jego popularność. Ogólnie rzecz ujmując, dania kuchni niemieckich są rzadko kiedy o ostrym smaku – ulubionymi ziołami są między innymi pietruszka, majeranek, tymianek, liście laurowe, lubczyk, koper i szczypiorek, z przypraw pikantnych używany jest biały pieprz, jałowiec i kminek.
Inne zioła dla podkreślenia smaku potraw to bazylia, rozmaryn, oregano, które w ostatnim czasie zyskały również na popularności. Nie jest to typowy niemiecki zestaw przypraw, który równie dobrze może być zastosowany w daniach kuchni polskiej, czeskiej i słowackiej.

## Napoje

### Piwo

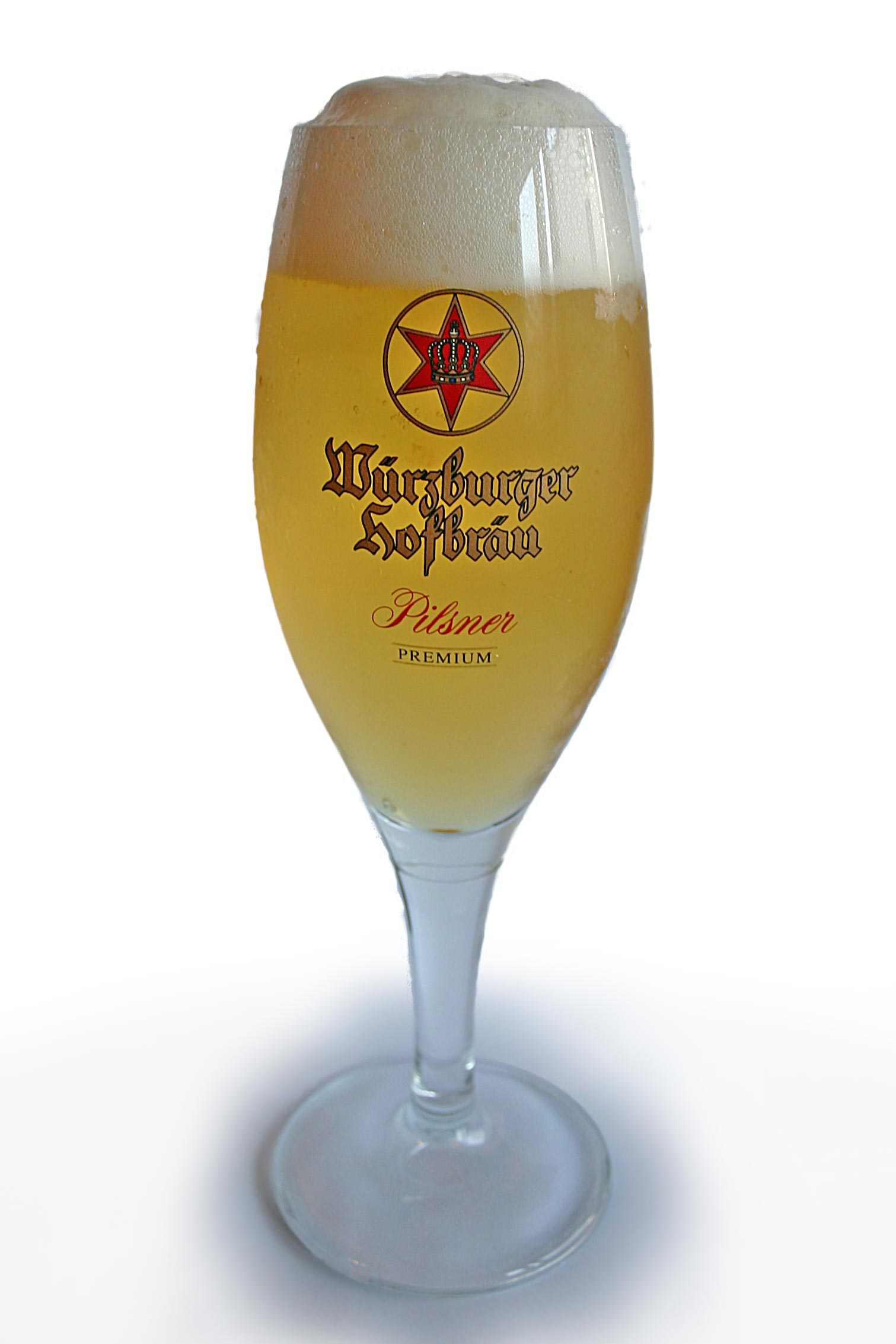

Piwo jest tradycyjnym napojem całych Niemiec, gdzie produkowane jest w licznych gatunkach. Piwa niemieckie są wegańskie, to znaczy, że do ich produkcji nie stosuje się surowców pochodzenia zwierzęcego. Zgodnie z prawem bawarskim, aby piwo mogło być piwem, musi być wytworzone z czterech następujących składników: wody, ziarna, chmielu i drożdży. Tradycyjne niemieckie piwo nie jest pasteryzowane, podobnie jak i wiele rodzajów piwa amerykańskiego, pozwala to na wydobycie prawdziwego smaku i aromatu chmielowego napoju. Najpopularniejszym gatunkiem jest tradycyjny Pilsner, w południowych Niemczech produkowane jest pszeniczne piwo Weizenbier – jasne i ciemne, w pobliżu Kolonii na zachodzie kraju produkowany jest gatunek piwa zwany Altbier. Co roku w Niemczech spożywa się ok. 100 mln hektolitrów piwa z lekką tendencją spadkową na korzyść wina, roczne spożycie tego napoju na mieszkańca waha się między 70 i 150 litrów w każdym regionie Niemiec.
Niemcy uwielbiają jedzenie w dużym gronie i biesiady. Największą biesiadą niemiecką jest Oktoberfest – święto piwa. Wśród wielu gatunków do najbardziej znanych należą: pils – tradycyjne, gorzkawe, z wyczuwalnym aromacie chmielu lub weizen – białe z górnej fermentacji, o 50% udziale słodu pszenicznego. Podczas festynu jada się również wiele białej kiełbasy i golonki.

### Wino
Wino jest również bardzo popularnym napojem, którego spożycie ciągle wzrasta. Często wiedza na temat niemieckich win zaczyna się i kończy na półsłodkim Liebfraumilch. Jego sukces przyćmił niestety wartości innych niemieckich win, zwłaszcza wytwarzanych z winogron riesling. Warto ponadto zauważyć, że smak tego Liebfraumilch w Niemczech w niczym nie przypomina tego samego gatunku sprzedawanego za granicą. Ponieważ północny klimat nie sprzyja dojrzewaniu czerwonych winogron, w Niemczech wytwarza się raczej wina białe. Główne obszary uprawy winorośli, położone są wzdłuż Renu, Mozeli, Menu i Soławy, uprawiane są tu tradycyjne odmiany Sylvaner, jak i wiele innych. Wino niemieckie dzieli się na dwie kategorie: Tafelwein (wino stołowe) i Qualitätswein (wino markowe). Tafelwein może być mieszanką win z krajów Unii Europejskiej, Deutscher Tafelwein musi być jednak stuprocentowo niemieckie. Landwein to lepsza, półwytrawna odmiana Tafelwein, odpowiednik francuskiego Vin de Pays. Podobnie jak wszystkie niemieckie wina Tafelwein może być trocken (wytrawne) lub halb-trocken (półwytrawne). Qualitätswein dzieli się na dwa gatunki. QbA i QmP. Wina QbA pochodzą z jedenastu wyznaczonych regionów i muszą przechodzić oficjalne testy i analizy.
Wina QmP dzielą się dalej na sześć klas:
- Kabinett – wino najbardziej łagodne.

- Spätlese – musi pochodzić z późno zebranych winogron, co daje bardziej wyraźny smak.

- Auslese – robione z wybranych kiści winogron, gęste wino półsłodkie; jeśli oznaczono je jako trocken, jest mocne i ciężkie i ma Beerenauslese – wyrabiane z późno zebranych, wyselekcjonowanych winogron – wino rzadko spotykane, ponieważ robione tylko w najlepszych latach; bardzo słodkie.

- Trockenbeerenauslese – trocken ma tutaj sens dosłowny, ponieważ winogrona, z których wino wyprodukowano, zostawiono na krzewach aż do odparowania pewnej ilości wody; podobnie jak Beerenauslese, wyrabiane z wyselekcjonowanych owoców, jest rzadko spotykane na rynku: jest słodkie i gęste.

- Eiswein – dosłownie wino lodowe, wyrabiane z winogron tego samego rodzaju co Beerenauslese, lecz z tych, które zostały dotknięte silnym mrozem, powodując zagęszczenie soku, smak Eiswein dzięki dużej kwasowości odznacza się wyjątkową świeżością.

Regiony winiarskie:
Regionalne różnice klimatyczne wpływają na znaczną rozmaitość win, zwłaszcza na poziomie Qualitätswein.
- Mozela-Saara-Ruhr – dzięki stromym brzegom rzeki Mozeli i jej dwóch dopływów, winogrona przez wiele godzin wystawione są na działanie słońca, co pozwala dojrzewać owocom na plantacjach położonych tak daleko na północy. Duża część winogron odmiany riesling, z których produkuje się w najlepszych latach pierwszorzędne wina, rośnie na tutejszej glebie łupkowej.

- Rheingau – na pochyłym, północnym brzegu Renu, między Hochheim i Assmanshausen, jest niewielki, ale ważny region produkcji win nieco pełniejszych od tych z regionu Mozeli. Zalicza się je do najlepszych w kraju. – Nahe – stosunkowo niewielki region pomiędzy obszarem Mozela-Saara-Ruhr a Rheingau, małe zróżnicowanie rodzajów dobrych, często niedocenianych win.

- Ren-Hesja – główny producent Liebfraumilch dużych plantacji winogron oraz Müller-Thurgau oraz Silvaner.

- Rheinpfalz – region południowy w którym produkuje się mocne, dojrzałe wina, głównie Liebfraumilch i Riesling.

- Franken – powstają tu doskonałej jakości wina, łatwe do rozpoznania dzięki tradycyjnie przysadzistym, zaokrąglonym butelkom.

- Baden – najbardziej na południe wysunięty region uprawy winorośli, rozciągający się aż po Jezioro Bodeńskie. Ciepły klimat pozwala na uprawę francuskich odmian winogron, a większość gatunków to wina wytrawne[3]

## Niemiecka kuchnia w Polsce
Ze źródeł wynika, że pod względem doboru potraw nie było daleko idących różnic między kuchnią polską a obcą, w tym również niemiecką. Kuchnia polska starała się naśladować zagraniczną i stawiała na stół, obok potraw własnych, sprowadzane receptury obce. W XVIII w. nastąpiły duże zmiany w polskiej obyczajowości, wynikające ze wzmożonych kontaktów z Saksonią. Wówczas to ukształtował się dzisiejszy kanon zachowania przy stole. Na przykład „Kawa od ludzi majętnych przeszła do całego pospólstwa, podniosły się po miastach kafenhauzy, szewcy, krawcy, przekupnie, ... i najostatniejszy motłoch udał się do kawy”. Polacy poznali herbatę u schyłku XVII w. Wtedy to dotarła ona do Polski przez Gdańsk i Drezno. Czekolada pojawiła się na początku XVIII w.”. Asymilacja wynalazków kulinarnych sąsiadów powodowała m.in. że kuchnia polska nabierała w gruncie rzeczy charakteru regionalnego. Poznań, Śląsk oraz Mazury z Pomorzem przejęły wiele cech kuchni niemieckiej, m.in. golonkę, kotlet schabowy, dania jednogarnkowe, kluski drożdżowe na parze itp.